# Хоприк
Хоприк — деревня в Аркадакском районе Саратовской области России. Входит в Большежуравское сельское поселение.

## Население
| 2010 |
| ---- |
| 0    |

## Уличная сеть
- Лесная

## История
Согласно «Списку населенных мест Российской империи по сведениям 1859 года» Саратовская губерния, Балашовский уезд, стан 1: деревня Хоприк владельческая, при реке Хопер, число дворов -42, жителей мужского пола - 170, женского пола -172. На 1911 год деревня входит в Балашовский уезд, Баклушинская волость. Согласно "Списку населенных мест Саратовской губернии по сведениям на 1911 год", деревня Хоприк бывшая владельческая г. Фохт; число дворов - 72, жителей мужского пола - 231, женского пола - 246, всего – 477.